# Perrou
Perrou ist eine französische Gemeinde mit 325 Einwohnern (Stand 1. Januar 2022) im Département Orne in der Region Normandie (vor 2016 Basse-Normandie). Sie gehört zum Arrondissement Alençon und ist Teil des Kantons Bagnoles-de-l’Orne Normandie (bis 2015 Juvigny-sous-Andaine). Die Einwohner werden Perruviens genannt.

## Geographie
Perrou liegt etwa 47 Kilometer westnordwestlich von Alençon. Die Gemeinde gehört zum Regionalen Naturpark Normandie-Maine. Umgeben wird Perrou von den Nachbargemeinden Champsecret im Norden und Nordosten, Juvigny Val d’Andaine im Süden und Osten sowie Domfront en Poiraie im Westen und Nordwesten.

## Bevölkerungsentwicklung
| Jahr                      | 1962 | 1968 | 1975 | 1982 | 1990 | 1999 | 2006 | 2013 | 2021 |
| Einwohner                 | 687  | 525  | 523  | 504  | 495  | 413  | 398  | 278  | 350  |
| Quelle: Cassini und INSEE |      |      |      |      |      |      |      |      |      |

## Sehenswürdigkeiten
- Kirche
- Franziskanerkonvent